# Nacif Elias
Nacif Elias (Adma wa Dafneh, 29 de septiembre de 1988) es un deportista libanés que compite en judo. Ganó una medalla de plata en los Juegos Asiáticos de 2014, y una medalla de plata en el Campeonato Asiático de Judo de 2016.

## Palmarés internacional
| Juegos Asiáticos    | Juegos Asiáticos        | Juegos Asiáticos | Juegos Asiáticos |
| Año                 | Lugar                   | Medalla          | Categoría        |
| ------------------- | ----------------------- | ---------------- | ---------------- |
| 2014                | Incheon (Corea del Sur) | Medalla de plata | –81 kg           |
| Campeonato Asiático |                         |                  |                  |
| Año                 | Lugar                   | Medalla          | Categoría        |
| 2016                | Taskent (Uzbekistán)    | Medalla de plata | –81 kg           |